# NGC 6479
NGC 6479 (другие обозначения — UGC 10996, ZWG 278.32, IRAS17473+5409, PGC 60890) — спиральная галактика (Sc) в созвездии Дракон.
Этот объект входит в число перечисленных в оригинальной редакции «Нового общего каталога».
В галактике вспыхнула сверхновая SN 2007cl типа Ic, её пиковая видимая звездная величина составила 17,6.
В галактике вспыхнула сверхновая SN 2009ay типа II, её пиковая видимая звездная величина составила 16,4.